# Green Light (Lorde)
Green Light is een nummer van de Nieuw-Zeelandse zangeres Lorde uit 2017. Het is de eerste single van haar tweede studioalbum Melodrama.
Van het album "Melodrama" is "Green Light" het eerste nummer dat Lorde uit wilde brengen, omdat het anders is dan wat ze eerder uitbracht. Zelf zei ze erover: "Ik ben zo trots op dit nummer. Het is heel anders en een beetje onverwacht. Het is complex, grappig, droevig en blij, en het laat je dansen!". Lorde scoorde in haar thuisland Nieuw-Zeeland een nummer 1-hit met "Green Light". Buiten Nieuw-Zeeland was het nummer iets minder succesvol, maar wel was het in veel landen een bescheiden succes. In de Nederlandse Top 40 haalde het de 31e positie, en in de Vlaamse Ultratop 50 de 19e.